# 山口百恵 夢のあとさき
山口百恵 夢のあとさき（やまぐちももえ ゆめのあとさき）は、1980年4月6日から同年10月5日までニッポン放送他NRN各局で放送されていたラジオ番組。パーソナリティは山口百恵。ソニーの一社提供枠『SONY Night Square』で放送されていた。

## 概要
本番組が始まる一か月前の1980年3月7日に山口百恵は三浦友和との婚約と10月での芸能界引退を発表。これにより本番組は百恵最後の番組として引退までの6か月間限定の形で制作、放送された。当時のニッポン放送番組表（1980年6月）にも「百恵ちゃん最後のレギュラー番組」と掲載されている。番組タイトルは百恵の1978年のアルバム『曼珠沙華』の収録曲の中から付けられた。
本番組の基本コンセプトは、それまでの百恵自身の7年間の芸能活動の「プレイバック」（振り返り）。第1回放送では、牧葉ユミの「回転木馬」を歌ったオーディション番組『スター誕生!』の音源が紹介された。その他の日でも、花の中三トリオをテーマにした回で森昌子、桜田淳子との思い出話を、1980年6月には三浦友和をゲストに迎え、赤いシリーズなどの思い出話や共演したドラマを再現する企画も行われた。この他にも毎週のように仲の良い有名人をゲストに迎えていた。
その他の企画としては、リスナーからボーイフレンドやガールフレンドとの付き合い方の相談に対して百恵がアドバイスするコーナーなどが設けられた。
最終回放送日の1980年10月5日は、日本武道館で行われた百恵のファイナルコンサート当日でもあった。本番組では当日コンサートが終了したばかりの、その直後の音声も紹介され、その後以下の百恵によるラストメッセージで最後のレギュラー番組は終了した。

## 放送されていた局
- ニッポン放送（制作局）- 日曜日22:00 - 22:30
- 東北放送 - 土曜日24:00 - 24:30
- 東海ラジオ - 日曜日22:30 - 23:00
- 朝日放送 - 日曜日22:30 - 23:00